# حادثه آکادمی نظامی

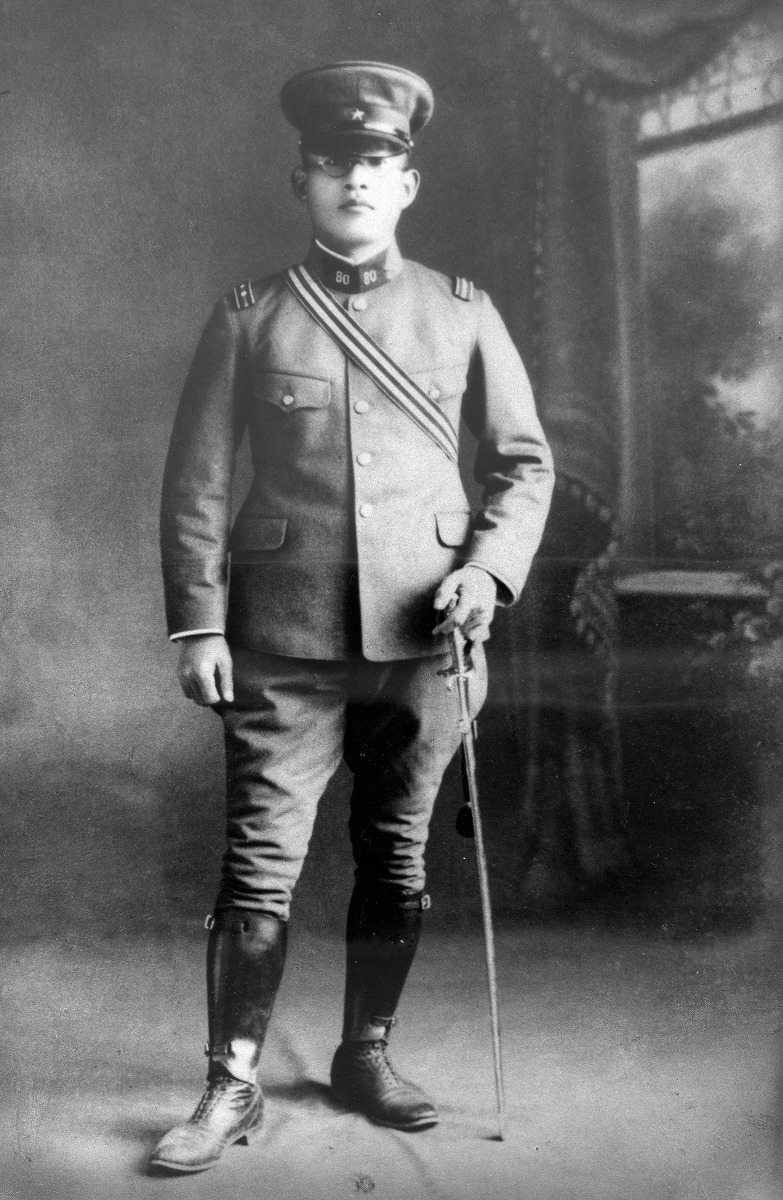
عکس یک فرد

حادثهٔ آکادمی نظامی (به ژاپنی: 士官学校事件 Shikan Gakko Jiken) یا حادثهٔ نوامبر، کودتای نافرجامی بود که در نوامبر ۱۹۳۴ در ژاپن صورت گرفت. این تلاش برای کودتا در دنبالهٔ فعالیت جناح های رادیکال ارتش سلطنتی ژاپن برای دادن قدرت بیشتر به امپراتور بود.

## حادثه آیزاوا
ناگاتا تتسوزان رهبر جناح تُوسِی‌ها و مخالف جناح راه امپراتور بود. در صبح روز ۱۲ اوت ۱۹۳۵ میلادی در حالیکه ناگاتا در محل کارش در ارتش مشغول صحبت با دو تن از ژنرال‌ها بود ناگهان مردی ارتشی وارد دفتر کار او شد و با شمشیر ارتشی به ناگاتا حمله کرد و شانهٔ او را با شمشیر برید. ناگاتا قصد فرار از دفترش را داشت که مرد از پشت شمشیر را در بدن او فروکرد. بعد از افتادن ناگاتا نیز باز ضربهٔ دیگری بر او وارد کرد. قاتل سرهنگ دوم پیاده‌نظام، بنام آیزاوا سابورو از طرفداران جناح راه امپراتور بود و علت ترور ناگاتا را برکناری مورایاما تاکاجی و ماساکی جینسابرو (سردستهٔ جناح راه امپراتور) پس از حادثه آکادمی نظامی اعلام کرد. آیزاوا، قاتل ناگاتا در ماه ژوئیه سال بعد اعدام شد. بعد از این حادثه تخاصم بین دو جناح شدت گرفت و منجر به کودتای نافرجام ۲۶ فوریه در سال بعد شد.